# Cymatophoropsis trimaculata
Cymatophoropsis trimaculata là một loài bướm đêm trong họ Noctuidae.